# Janina Bany-Kozłowska
Janina Teresa Bany-Kozłowska (ur. 5 grudnia 1948 w Trąbkach) – polska artystka ceramiczka.

## Życiorys
Absolwentka Państwowej Wyższej Szkoły Sztuk Plastycznych we Wrocławiu (Wydział Ceramiki i Szkła). Dyplom uzyskała w 1973 pod kierunkiem Haliny Olech i Ireny Zworskiej-Lipskiej. Od 1974 pracowała jako projektantka Zakładów Ceramicznych „Bolesławiec” w Bolesławcu.
W trakcie swojej pracy projektantki stworzyła ponad 1500 wzorów słynnej bolesławieckiej ceramiki. Jest głównym projektantem i autorką większości wzorów, znajdujących się w seryjnej produkcji. Zajmuje się rzeźbą, ceramiką unikatową i użytkową. Otrzymała wiele nagród, medali i wyróżnień. Jej rzeźby ceramiczne i naczynia wystawiane były i są w Polsce, Europie i w Stanach Zjednoczonych Ameryki Północnej. Jej prace znajdują się między innymi w zbiorach Muzeum Ceramiki w Bolesławcu, Muzeum Narodowego w Warszawie, Centrum Sztuki – Zamek Książ, Muzeum Regionalnego w Sanoku, Muzeum Okręgowego w Gorzowie, Muzeum w Grenshausen (Niemcy).
Członkini Rady Muzeum Ceramiki w Bolesławcu.

## Nagrody i wyróżnienia
- 1986 – Srebrny Krzyż Zasługi[7]
- 2014 – Srebrny Medal „Zasłużony Kulturze Gloria Artis”[8][3].
- 2015 – tytuł Honorowego Obywatela Bolesławca[9].